# Ivan Vysjnegradskij (tonsättare)
Ivan Aleksandrovitj Vysjnegradskij, född den 2 maj 1893 i Sankt Petersburg, död den 22 september 1979 i Paris, var en rysk tonsättare. Han är mest känd för sina kompositioner i mikrotonal teknik, framförallt med kvartstonsintervall, men även med indelningar med upp till 71 toner per oktav. Han var sonson till finansministern med samma namn.